# Okręgowe rozgrywki w piłce nożnej woj. rzeszowskiego (1972/1973)
Okręgowe rozgrywki w piłce nożnej województwa rzeszowskiego w sezonie 1972/1973.

OZPN Rzeszów

## Liga okręgowa
- Do niższej klasy rozgrywkowej zostały zdegradowane dwie ostatnie drużyny[1].